# Lampetis argentata
Lampetis argentata es una especie de escarabajo del género Lampetis, familia Buprestidae. Fue descrita científicamente por Mannerheim en 1837.